# Centennials de Calgary
Les Centennials de Calgary sont une franchise de hockey sur glace basée à Calgary dans l'Alberta qui a existé de 1966 à 1977 et qui évoluait dans la Ligue de hockey de l'Ouest.

## Historique
L'équipe a commencé sous le nom de Buffaloes en 1966 avant de changer de nom en 1967. L'équipe a eu de très bons résultats au cours de la saison régulière à la fin des années 1960, début des années 1970 mais malheureusement les résultats en séries éliminatoires n'ont pas suivi. Ainsi, l'équipe gagne le titre de la division Ouest en 1970, 1971 et 1974 mais n'aura accédé qu'une seule fois à la finale des séries, en 1974, mais ils ont perdu contre les Pats de Regina. En 1971, l'équipe remporte également le championnat sur la saison.
Après la saison 1976-77, les Centennials sont vendus et déménagent à Billings dans le Montana et sont, pour une saison, les Bighorns de Billings.
Aujourd'hui la franchise existe toujours mais sous le nom de Americans de Tri-City.
Les habitants de Calgary n'eurent pas longtemps à patienter avant de revoir une équipe de hockey puisque, immédiatement après le départ des Centennials, les Monarchs de Winnipeg emménagent et deviennent les Wranglers de Calgary.
Voici les différentes identités de la franchise:
- Buffaloes de Calgary - pour la saison 1966-67
- Centennials de Calgary - de 1967 à 77
- Bighorns de Billings - de 1977 à 82
- Islanders de Nanaimo- pour la saison 1982-83
- Bruins de New Westminster - de 1983 à 1988
- Americans de Tri-City - depuis 1988

## Saisons après saisons
| Saison    | PJ | V  | D  | N  | BP  | BC  | Pts | Classement     | Séries éliminatoires       |
| --------- | -- | -- | -- | -- | --- | --- | --- | -------------- | -------------------------- |
| 1966-1967 | 56 | 4  | 47 | 5  | 178 | 426 | 13  | 7e de la LHOu  | Non qualifiés              |
| 1967-1968 | 60 | 14 | 40 | 5  | 218 | 318 | 35  | 10e de la LHOu | Non qualifiés              |
| 1968-1969 | 60 | 31 | 28 | 1  | 253 | 236 | 63  | 2e ouest       | Défaite en demi-finale     |
| 1969-1970 | 60 | 37 | 22 | 1  | 249 | 197 | 75  | 1er ouest      | Défaite en demi-finale     |
| 1970-1971 | 66 | 37 | 22 | 7  | 244 | 175 | 81  | 2e ouest       | Défaite en demi-finale     |
| 1971-1972 | 68 | 49 | 16 | 3  | 296 | 169 | 101 | 1er ouest      | Défaite en demi-finale     |
| 1972-1973 | 68 | 35 | 22 | 11 | 302 | 224 | 81  | 3e ouest       | Défaite en quart de finale |
| 1973-1974 | 68 | 41 | 18 | 9  | 328 | 236 | 91  | 1er ouest      | Défaite en finale          |
| 1974-1975 | 70 | 11 | 51 | 8  | 236 | 399 | 30  | 6e ouest       | Non qualifiés              |
| 1975-1976 | 72 | 22 | 45 | 5  | 284 | 381 | 49  | 6e ouest       | Non qualifiés              |
| 1976-1977 | 72 | 22 | 34 | 15 | 329 | 397 | 59  | 4e Central     | Défaite en quart de finale |

## Anciens joueurs
Cette liste présente les joueurs de la franchise ayant joué au moins un match dans la Ligue nationale de hockey par la suite.
| - Don Ashby - Jeff Bandura - Wayne Bianchin - Brian Carlin - Glen Cochrane - John Davidson - Ed Dyck - Len Frig | - Danny Gare - Rick Hodgson - Jerry Holland - Ron Homenuke - Doug Horbul - Kevin Krook - Doug Lecuyer - Craig Levie | - Bob Liddington - Lanny McDonald - Grant Mulvey - Bob Nystrom - Harvie Pocza - Gary Rissling - Mike Rogers - Randy Rota | - Rick Shinske - Roy Sommer - Brian Spencer - Mike Toal - Perry Turnbull - Jimmy Watson |